# Articolazione (musica)

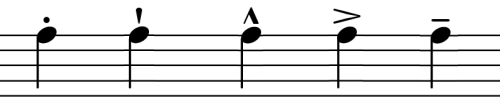
Esempi di articolazioni. Da sinistra a destra: staccato, staccatissimo, marcato, accentato, tenuto.

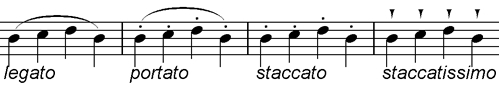
Articolazioni dal legato allo staccatissimo.,,,

Nella terminologia musicale e nella notazione musicale, l'articolazione è la tecnica usata per eseguire note e suoni con una particolare intenzione di transizione o di continuità con ciò che viene prima e/o dopo, nonché la sua rappresentazione grafica.

### Accento

Notazione grafica dell'accento.

## Indicazioni di articolazione

### Legato

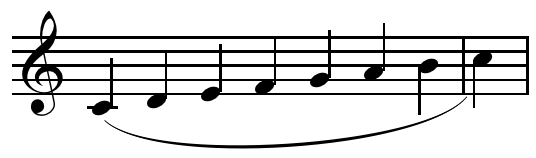
Il legato su una scala diatonica di do maggiore.

Il legato denota un'articolazione ben connessa, resa in modo da non lasciare silenzi fra le note. Il non-legato corrisponde al portato, che si colloca fra il legato e lo staccato. È indicato in due modi differenti, elencati secondo la frequenza con cui sono usati:
- con una legatura di portamento
- con l'indicazione legato

### Portato

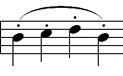
Notazione grafica del portato, comune allo staccato e allo spiccato.

Il portato, non-legato, semi-staccato o mezzo-staccato denota un'articolazione lievemente o moderatamente staccata. È indicato in tre modi differenti, elencati secondo la frequenza con cui sono usati:
- con i punti dello staccato e una legatura di portamento
- con il trattino del tenuto sopra al punto dello staccato
- con i trattini del tenuto e una legatura di portamento[1]

La tecnica di esecuzione si colloca fra il legato e lo staccato. Il mezzo-staccato tiene le note per più tempo che lo staccato standard, ma comunque non vi è contiguità fra di loro. Talvolta il termine portato è usato come sinonimo del portamento.

### Marcato

Notazione grafica del marcato.

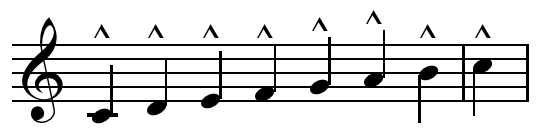
Il marcato su una scala diatonica di do maggiore.

Il marcato denota un'articolazione decisa e intensa.
Il marcato è essenzialmente una versione rafforzata del regolare accento intensivo, che è invece orizzontale (>), e richiede quindi maggiore accentazione d'intensità.

### Martellato
Il martellato, in francese martelé, denota un'articolazione intensa, con poca pausa fra i suoni contigui. Si tratta anche di un colpo d'arco, ovvero di una tecnica esecutiva degli strumenti ad arco, utilizzato nel violino per rendere lo staccato: si realizza tenendo l'arco ben premuto sulla corda e poi colpendola con esso. L'effetto è una nota o una sequenza forte, veloce o meno, con poche interruzioni di silenzi a causa della pressione sulla corda prima del colpo. Il martellato è anche una tecnica esecutiva delle campane per produrre suoni corti e staccati.

### Spiccato

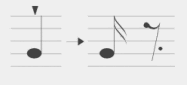
Notazione grafica dello spiccato.

Lo spiccato denota un'articolazione leggermente staccata. Si tratta anche di un colpo d'arco in cui l'arco rimbalza sulla corda.
Tipicamente in ritmi sostenuti (di crome o semicrome, o suoni più veloci ripetuti), l'arco è tenuto in modo più rilassato in modo da poter vibrare, come risultato si ha una serie di note brevi e distinte. Questo avviene a causa dell'elasticità delle corde e la naturale elasticità dell'arco. L'abilità di creare l'effetto spiccato dipende fortemente dal tempo.
La velocità con cui lo spiccato è eseguito dipende dalla posizione dell'arco. Nel punto d'equilibrio - a circa un terzo dal tallone - lo spiccato sarà lento, mentre oltre la metà dell'rco la velocità incrementerà.
La velocità può anche essere controllata variando l'altezza dell'arco sulle corde: più alto rimbalza l'arco, più tempo ci mette per tornare sulle corde, risultando in uno spiccato più lento.
Il carattere dello spiccato può essere variato alterando l'inclinazione e la posizione dell'arco per usare più o meno fili. Quando si usa l'intero arco, l'arco rimbalza di più e ha un carattere più breve, mentre inclinando l'arco il carattere dello spiccato diventa più morbido e lungo.
Secondo David Boyden and Peter Walls in New Grove Dictionary, i termini spiccato e staccato erano considerati equivalenti prima della metà del XVIII secolo. Citano, come esempio, il Dictionnaire de musique di Sébastien de Brossard del 1703, e L'École d'Orphée di Michel Corrette del 1738. Spiccato significava, scrivono, "semplicemente scollegato o separato al contrario di legato."
Il carattere distintivo del termine spiccato per il colpo di arco è emerso nel tardo XVII secolo ed è stato sviluppato nel XIX e XX secolo.
L'abilità di eseguire lo spiccato è stato facilitato dallo sviluppo dell'arco Tourte – l'arco moderno – nel quale l'arco ha una curva concava, sviluppato da François Tourte in parziale collaborazione con Giovanni Battista Viotti.

### Staccato

Notazione grafica dello staccato.

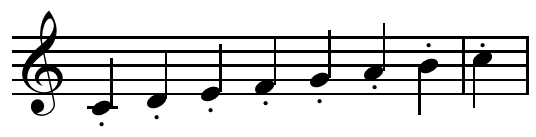
Lo staccato su una scala diatonica di do maggiore.

Nello staccato due o più note sono suonate chiaramente separate, in modo da differenziarle. Nella notazione musicale si indica con una nota puntata. Il termine si confonde talvolta con quello di spiccato, pur non essendo in realtà coincidente.

### Staccatissimo
Lo staccatissimo denota un'articolazione molto staccata, con note estremamente separate e distinte.
Esso può essere indicato con delle piccole punte che sovrastano o sottostanno alle note, a seconda della direzione dell'asta, come nell'esempio seguente tratto dalla Sinfonia in Re Minore di Bruckner:
In alternativa, può essere indicato scrivendo "staccatissimo" o l'abbreviazione "staccatiss." sopra il pentagramma. Alcuni compositori, fra cui Mozart, hanno accompagnato i puntini di staccato con la scritta staccatissimo quando volevano che il passaggio fosse suonato staccatissimo.

### Tenuto

Notazione grafica del tenuto.

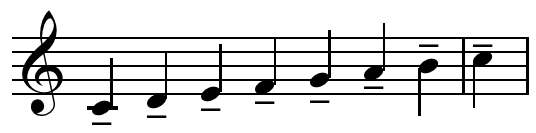
Il tenuto su una scala diatonica di do maggiore.

Tenuto è una indicazione usata nella notazione musicale. È una delle più antiche indicazioni usate nella notazione musicale, appare in Notker of St. Gall (c.840 - 912) dove discute in una delle sue epistole l'uso della lettera t nella notazione con il significato di trahere vel tenere debere.
Il significato preciso di tenuto è contestuale: può significare sia mantenere la nota in questione per tutta la sua durata (o più a lungo, con un leggero rubato), oppure suonare la nota leggermente più forte. In altre parole, il simbolo di tenuto può alterare sia la dinamica, sia la durata di una nota. In ogni caso, la notazione indica che una nota deve ricevere enfasi.
Il significato della notazione può essere differente quando appare in congiunzione con altre articolazioni. Quando appare con un punto di staccato, significa non legato o scollegato. Quando appare con un simbolo di accento, dato che l'accento indica dinamica, il tenuto significa durata piena o extra.
Il Tenuto può essere annotato in tre modi:
1. La parola tenuto scritta sopra al passaggio da suonare tenuto.
2. L'abbreviazione ten. scritta sulla nota o il passaggio da suonare tenuto.
3. Una linea orizzontale, circa della lunghezza della testa della nota, piazzata immediatamente sopra o sotto la nota da suonare tenuto (come nell'immagine sopra).

## Tecnica

### Strumenti a fiato
Gli strumenti a fiato (legni e ottoni) generalmente producono articolazioni tramite l'uso della lingua per interrompere il flusso d'aria nello strumento stesso.

### Strumenti ad arco
Portato è una tecnica di archeggio per strumenti a corda, nella quale note successive sono gentilmente ri-articolate mentre vengono unite sotto un singolo colpo di arco. Ottiene un tipo di pulsazione o ondulazione, piuttosto che separare le note. Viene annotata in diversi modi. Uno scritto del primo 19o secolo, Pierre Baillot (L'art du violon, Paris, 1834), dà due alternative: una linea ondulata, oppure punti sotto una legatura. Più avanti nel 19o secolo è diventato comune un terzo metodo: piazzare linee di "legato" (tenuto) sotto una legatura. La notazione con i punti sotto la legatura è ambigua, perché è usata anche per archeggi molto differenti, come lo staccato e lo spiccato volante.
L'indicazione marcato o marcatissimo (marcato estremo), tra le altre indicazioni, simboli e segni di espressione possono spingere un suonatore d'arco a usare archeggio martellato, a seconda del contesto musicale.

#### Pizzicato alla Bartók

Notazione grafica del pizzicato alla Bartók

Il pizzicato alla Bartók o pizzicato Bartók, in inglese snap pizzicato (pizzicato a schiocco), è un pizzicato in cui la corda è pizzicata verticalmente, tirandola e facendola sbattere sulla tastiera. Produce un suono simile a uno schiocco di frusta ed è indicato in tre modi differenti:
- con un cerchietto tagliato sulla parte alta da una lineetta verticale
- con un cerchietto tagliato sulla parte alta da una lineetta verticale e l'indicazione pizz.
- con l'indicazione Bartók pizz, Bartók, snap

Uso:
- Sinfonia n. 7 di Gustav Mahler, nel III movimento, Scherzo: Schattenhaft. Fließend aber nicht schnell
- Musica per archi, percussioni e celesta di Béla Bartók, nel II movimento, Allegro e nel IV, Allegro molto
- Quartetto per archi n. 4 di Béla Bartók, nel IV movimento, Allegretto pizzicato